# Neosalanx argentea
Neosalanx argentea är en fiskart som först beskrevs av Lin 1932.  Neosalanx argentea ingår i släktet Neosalanx och familjen Salangidae. IUCN kategoriserar arten globalt som otillräckligt studerad. Inga underarter finns listade i Catalogue of Life.